# Christian Toma
Pour les articles homonymes, voir Toma.
Christian Toma est un acteur français, né le 30 mars 1934 à Rodez et mort le 27 septembre 2018 à Toulouse,.

## Biographie
Originaire de l'Aveyron, Christian Toma embrasse d'abord une carrière sportive à Nantes, où il pratique le basketball, avant de suivre des cours au conservatoire et entreprendre une carrière au cinéma. Il joue à la télévision et au cinéma, où il fréquente notamment Jane Fonda et Roger Vadim dans Barbarella (1968) et Hellé (1972). En France, il est connu pour avoir participé aux deux premiers Fantomas, dans un double rôle : il est à la fois un inspecteur assistant le commissaire Juve et la doublure de Jean Marais dans les scènes où Fantomas et Fandor sont ensemble à l'écran. Par la suite, Toma s'installe à Hollywood où, parfaitement bilingue, il dispense des cours de français aux enfants de comédiens et producteurs de cinéma.

## Filmographie

### Cinéma
- 1964 : Fantomas d'André Hunebelle : un inspecteur
- 1965 : Fantomas se déchaîne d'André Hunebelle : un inspecteur
- 1968 : Barbarella de Roger Vadim[3]
- 1972 : Hellé de Roger Vadim
- 1972 : Les Déracinés d'André Teisseire

### Télévision
- 1964 : Alerte à Orly de Jacques R. Villa : deuxième homme Barthe
- 1964 : Le miroir à trois faces: La Tosca de Lazare Iglesis : Mario Cavaradossi
- 1990 : Danger corruption (The Gravy Train) de David Tucker : translator
- 1994 : Le Raisin d'or de Joël Séria : Don Howard